# Tracy Mpati Bibuangu
Tracy Mpati Bibuangu (Bruxelles, 21 marzo 1992) è un calciatore belga, difensore del Crossing Schaerbeek.

## Caratteristiche tecniche
È un terzino destro.

## Carriera
Ha esordito il 17 ottobre 2010 con la maglia del White Star Bruxelles in occasione del match pareggiato 1-1 contro l'Huy.

## Statistiche

### Presenze e reti nei club
Statistiche aggiornate al 6 gennaio 2017.
| Stagione                    | Squadra                     | Campionato                  | Campionato | Campionato | Coppe nazionali | Coppe nazionali | Coppe nazionali | Coppe continentali | Coppe continentali | Coppe continentali | Altre coppe | Altre coppe | Altre coppe | Totale | Totale | Totale |
| Stagione                    | Squadra                     | Comp                        | Pres       | Reti       | Comp            | Pres            | Reti            | Comp               | Pres               | Reti               | Comp        | Pres        | Reti        | Pres   | Reti   |        |
| --------------------------- | --------------------------- | --------------------------- | ---------- | ---------- | --------------- | --------------- | --------------- | ------------------ | ------------------ | ------------------ | ----------- | ----------- | ----------- | ------ | ------ | ------ |
| 2010-2011                   | White Star Bruxelles        | D3                          | 5          | 1          | CB              | 1               | 0               |                    | -                  | -                  |             | -           | -           | 6      | 1      |        |
| 2011-2012                   | White Star Bruxelles        | D2                          | 26         | 4          | CB              | 0               | 0               |                    | -                  | -                  |             | -           | -           | 26     | 4      |        |
| 2012-2013                   | White Star Bruxelles        | D2                          | 16+4       | 0          | CB              | 1               | 0               |                    | -                  | -                  |             | -           | -           | 21     | 0      |        |
| 2013-2014                   | White Star Bruxelles        | D2                          | 13         | 0          | CB              | 0               | 0               |                    | -                  | -                  |             | -           | -           | 13     | 0      |        |
| Totale White Star Bruxelles | Totale White Star Bruxelles | Totale White Star Bruxelles | 64         | 5          |                 | 2               | 0               |                    | -                  | -                  |             | -           | -           | 66     | 5      |        |
| 2014-gen. 2015              | Racing Mechelen             | D2                          | 26         | 0          | CB              | 3               | 0               |                    | -                  | -                  |             | -           | -           | 29     | 0      |        |
| gen.-giu. 2015              | Visé                        | D3                          | 5+3        | 4          | CB              | 0               | 0               |                    | -                  | -                  |             | -           | -           | 8      | 4      |        |
| 2015-2016                   | Union Saint-Gilloise        | D2                          | 32         | 0          | CB              | 2               | 0               |                    | -                  | -                  |             | -           | -           | 34     | 0      |        |
| 2016-2017                   | Union Saint-Gilloise        | D2                          | 27+10      | 1+0        | CB              | 1               | 0               |                    | -                  | -                  |             | -           | -           | 38     | 1      |        |
| Totale Union St. Gilloise   | Totale Union St. Gilloise   | Totale Union St. Gilloise   | 69         | 1          |                 | 3               | 0               |                    | -                  | -                  |             | -           | -           | 72     | 1      |        |
| 2017-2018                   | Lokeren                     | D1                          | 19         | 0          | CB              | 1               | 0               |                    | -                  | -                  |             | -           | -           | 20     | 0      |        |
| Totale carriera             | Totale carriera             | Totale carriera             | 186        | 10         |                 | 9               | 0               |                    | -                  | -                  |             | -           | -           | 195    | 10     |        |